# Feed Back
Feed Back è una compilation del cantautore italiano Franco Battiato, pubblicata nel 1976 dalla casa discografica Bla Bla.
I brani sono tratti dai primi quattro album in studio dell'artista. Si tratta dell'ultima uscita discografica della Bla Bla.

## Il disco
Su tutti i brani, a eccezione di Plancton e di quelli provenienti da Clic è stato operato un lavoro di edizione.
In apertura a Fetus è stata aggiunta la parte iniziale di Energia e ne è stato tagliato il finale. Meccanica invece è stata allungata inserendo alla fine la parte centrale di Anafase. Il silenzio del rumore è stata accorciata e poi unita al finale di 31 dicembre 1999 - ore 9, la traccia successiva nell'album Pollution. Caso analogo per il brano Pollution, privo della parte iniziale, ma unito a Ti sei mai chiesto quale funzione hai?.
La parte iniziale di Areknames è stata tagliata, ma sul finale è stata aggiunta una frase recitata da Battiato, che nell'album originale era presente a conclusione di Beta. La versione di Beta in questa raccolta è infatti più corta, e finisce con una dissolvenza. Stessa operazione eseguita su Da Oriente ad Occidente che risulta di durata quasi dimezzata. Aria di rivoluzione e Sequenze e frequenze sono mixate in un unico pezzo, già pubblicato sulla versione per il mercato estero di Clic con il titolo Revolution in the Air.
La raccolta, in origine un doppio vinile, venne ristampata dalla Ricordi come due singoli volumi chiamati 1972 Fetus / Pollution e 1974 Sulle corde di Aries / Clic, usciti nel 1977 nella serie economica Orizzonte. I due volumi vennero ristampati separatamente diverse volte, anche su musicassetta e CD, fino all'uscita del doppio CD Le origini nel 1996, che li racchiudeva entrambi. Nel 1998 uscì la raccolta Gli anni '70 che conteneva tutte le tracce di Feed Back insieme ad altre, estratte dagli album Battiato, Juke Box e L'Egitto prima delle sabbie.

## Tracce

### Disco 1
Tutti i brani provengono da Pollution (1972), eccetto Fetus e Meccanica che sono stati ripresi da Fetus (1972).

#### Lato A
1. Fetus – 3:32
2. Meccanica – 8:48
3. Il silenzio del rumore – 1:40
4. Areknames – 4:30

Durata totale: 18:30

#### Lato B
1. Beta – 5:00
2. Plancton – 5:03
3. Pollution – 8:45

Durata totale: 18:48

### Disco 2
Tutti i brani provengono da Clic (1974), eccetto Aria di rivoluzione / Sequenze e frequenze e Da Oriente ad Occidente che sono stati ripresi da Sulle corde di Aries (1973).

#### Lato A
1. Aria di rivoluzione / Sequenze e frequenze – 14:37
2. Da Oriente ad Occidente – 3:35
3. Rien ne va plus – 2:44

Durata totale: 20:56

#### Lato B
1. Propiedad prohibida – 5:22
2. No U Turn – 4:50
3. I cancelli della memoria – 6:13
4. Ethika fon ethica – 3:52

Durata totale: 20:17